# Revoluția franceză de la 1848
Revoluția franceză de la 1848, care a fost una dintre primele revoluții europene de la 1848, a izbucnit în Franța la 22 februarie 1848. Era cea de a doua revoluție franceză din secolul al XIX-lea, după cea din iulie 1830.
Această revoluție s-a declanșat în februarie 1848 la Paris, datorită exceselor exercitate de „monarhia din iulie”. La 25 februarie a fost proclamată republica și s-a format un guvern provizoriu, în care intrau printre alți reprezentanți ai revoluției:
- poetul Alphonse de Lamartine
- socialistul Louis Blanc
- muncitorul Albert

A fost aleasă o adunare constituantă în martie 1848, care a emis constituția republicii. Puterea executivă aparținea guvernului provizoriu, iar puterea legislativă, adunării naționale. Se introducea votul universal pentru bărbați și drepturile și libertățile cetățenești. Atunci când adunarea națională a hotărât desființarea atelierelor naționale create cu scopul asigurării de locuri de muncă pentru muncitorime, s-a ajuns la confruntări de stradă între muncitori și burghezie. Acestea au fost câștigate de burghezie. Președinte al Franței a fost ales Louis-Napoléon Bonaparte, care va profita de situația politică și, în decembrie 1852, se va proclama împărat sub numele de Napoleon al III-lea, iar Franța va intra în al doilea imperiu.